# Lauberhorn (pista sciistica)
La Lauberhorn è una pista sciistica situata a Wengen, in Svizzera. Sul pendio, che si snoda sulla montagna omonima si tengono annualmente dal 1930 le gare di discesa libera dello storico Trofeo del Lauberhorn (in tedesco Lauberhornrennen), che fa parte del circuito della Coppa del Mondo di sci alpino.

## Caratteristiche
Quando si parla di Lauberhorn ci si riferisce alla pista di discesa libera, la quale, con i suoi 4480 m circa, è la più lunga in assoluto della Coppa del Mondo di sci alpino e viene percorsa dagli atleti in circa 2 minuti e mezzo. Si tratta di un tracciato molto impegnativo per i discesisti, non solo per la distanza da percorrere, ma anche perché la velocità massima è dell'ordine dei 160 km/h. Vi si svolgono anche prove di supergigante valide per le gare di combinata alpina.
Apprezzata dagli appassionati e dagli atleti per le sue caratteristiche, la pista di discesa del Lauberhorn si svolge alle pendici di una delle più celebri cime delle Alpi, l'Eiger, nella regione della Jungfrau, verso la vallata di Lauterbrunnen. Comprende diversi passaggi noti ai cultori dello sci alpino, tra cui l'Hundschopf (testa di cane, un salto di 40 metri tra due rocce) e il Wasserstation tunnel (un passaggio sotto un piccolo viadotto della linea ferroviaria locale, il Wengernalpbahn).
Il record della pista è stato detenuto a lungo dallo sciatore italiano Kristian Ghedina con 2"24'23 m (1997), a una velocità media di 106,33 km/h. Il 18 gennaio 2025 tale tempo è stato migliorato da ben 11 atleti ed il record attuale è detenuto dall'elvetico Marco Odermatt con il tempo di 2'22"58.
Il record assoluto di velocità alla fine dell'Haneggschuss è di 161,9 km/h, fatto registrare dallo sciatore francese Johan Clarey il 19 gennaio 2013, durante la gara di discesa.
Il maggior numero di vittorie è stato conquistato da Karl Molitor (6).
La pista fu utilizzata come scenario del film del 1969 Gli spericolati, di Michael Ritchie e con Robert Redford e Gene Hackman.

## Storia
La discesa libera si svolge fin dal 1930 ed è considerata una delle più tecnicamente difficili e selettive del circuito della Coppa del Mondo di sci alpino, insieme alla Stelvio di Bormio. Nel 1991, il giovane sciatore austriaco Gernot Reinstadler perse la vita a causa di una caduta dovuta a un'errata traiettoria nell'affrontare il salto che precede la linea del traguardo. L'atleta morì la sera dell'infortunio nella località di Interlaken, in seguito alla frattura del bacino e a una emorragia interna. Quell'anno la corsa non si disputò e nelle edizioni successive si modificò il tracciato per prevenire ulteriori incidenti.

## Tracciato
La partenza della discesa libera è posta a 2315 m s.l.m. sulla spalla del Lauberhorn, raggiungibile con la seggiovia da Kleine Scheidegg. La casetta di partenza ha la particolarità di essere una casa di legno permanente, a differenza delle altre della Coppa del Mondo, che sono mobili. La vista dalla parte alta della pista spazia dall'Eiger, al Mönch e alla Jungfrau. La parte alta del percorso è piuttosto pianeggiante ed è composta da tratti di scorrevolezza (in cui lo sciatore deve cercare di perdere meno velocità possibile riducendo gli attriti con la neve al minimo) e lunghe curve. Il pianoro termina con una lunga curva a destra che conduce, attraverso uno stretto passaggio tra le rocce e le reti di sicurezza, al Russisprung (2180 m s.l.m.). Il salto è stato costruito dall'ex sciatore e costruttore di piste svizzero Bernhard Russi nel 1988 ed è a lui dedicato. Russi aveva fatto costruire il salto la primavera precedente alle gare come prova, su iniziativa del direttore di gara Fredy Fuchs, è stato integrato nella pista di gara. Al Russisprung segue un'altra sezione di scivolamento, il Traversenschuss, intervallato da leggere curve e due ondulazioni del terreno. La velocità qui aumenta da 100 a oltre 130 km/h (2010 m s.l.m.). Una brusca svolta a sinistra immette in un tratto anch'esso trasversale dove il terreno scende verso destra. La partenza della discesa combinata è in questa zona.
A causa dell'evoluzione degli sci, sempre più veloci, nella storia della discesa del Lauberhorn sono stati sempre necessari aggiustamenti per la sicurezza degli atleti. Per ridurre la velocità è stata creata la cosiddetta Panoramakurve, una curva "panoramica" prima di un difficile salto. La lunga curva a destra prende il nome dalla vista sulle cime dell'Eiger, del Mönch e della Jungfrau che svettano monumentali sopra il pendio (1975 m s.l.m.). Dopo una stretta curva a S anch'essa per ridurre la velocità, segue la parte più famosa della discesa, lo spettacolare salto dell'Hundschopf, in italiano testa di cane. Il punto di stacco si trova in uno spazio stretto tra le rocce e le reti di protezione. Il breve spazio di caduta di circa 15 metri, la pendenza dell'atterraggio e la pista che gira subito versi destra rendono il passaggio ancora più difficile. Bernhard Russi descrive così la posizione: "Tutto ciò che viene richiesto a uno sciatore entra in gioco negli spazi più piccoli. Le curve davanti sono più strette del solito, tra le rocce a sinistra e la rete di sicurezza a destra ci sono al massimo 5 metri, il limite del salto è solo intuibile, la scelta della linea è determinata dalla fine della rete e l'immaginazione dello sciatore. E poi il vuoto senza fondo!"
Subito dopo una curva a sinistra si trova il Minsch-Kante, dove Jos Minsch cadde gravemente nel 1965. È un salto più piccolo, ma la sua difficoltà sta nel fatto che ci si avvicina con un movimento del corpo verso sinistra e lo si lascia verso destra: lo sciatore deve quindi cambiare lo sci interno sul bordo del salto. Una curva brusca a sinistra immette nell'Alpweg (sentiero alpino).
La curva è detta Canadian Corner (curva dei canadesi), porta il nome dei Crazy Canucks perché fu teatro della caduta dei due canadesi Dave Irwin e Ken Read nel 1976. Da qui il percorso segue brevemente la valle Hasenbachtal parallelamente alla Wengernalpbahn. Da alcuni anni la collina Girmschbiel, sul lato opposto della piccola valle, grazie alla sua posizione proprio accanto alla stazione ferroviaria di Wengernalp, è diventata un punto di ritrovo dei tifosi al centro del percorso. Sulla collina oltre 10.000 visitatori assistono alla gara - solo qui hanno una vista diretta sui famosi punti chiave di Hundschopf, Minsch-Kante e Canadian Corner.
Gli sciatori percorrono poi un altro tratto a scorrimento veloce, l'Alpweg (sentiero alpino o stradina). Il tratto è largo solo tre metri e separato dal dirupo dell'Hasenbachtal a sinistra da reti di protezione (1825 m s.l.m.). Russi definisce la combinazione di curve che seguono il tratto descritto: "la chicane più pazza nel circo della Coppa del Mondo." Questa combinazione molto stretta di una curva a destra e una a sinistra è resa difficile dall'elevata velocità di ingresso di 100 km/h, lo sciatore deve quindi derapare per rallentare e trovare la linea tecnicamente migliore possibile senza perdere troppa velocità. La velocità di uscita dalla stradina è importante dato che vi segue un tratto di scorrimento. Fino al 2007 la combinazione di curve si chiamava ancora Brüggli-S. È stato ribattezzato Kernen-S dopo il ritiro di Bruno Kernen, che qui nel 1997 cadde rovinosamente e rimase quasi illeso.
Di seguito il tratto di scorrimento attraversa breve e stretto tunnel sotto i binari della Wengernalpbahn. Il tunnel è largo solo nove metri, anche se la zona percorribile è decisamente più ristretta a causa del soffitto a volta, della neve e delle imbottiture di sicurezza. Al tunnel segue un brevissimo tratto in salita.
Segue un lungo tratto di scorrimento, il Langentrejen,ove negli anni '50 il percorso era rettilineo, oggi ci sono curve come in un supergigante (1590 m s.l.m.). Dopo il tratto di scorrimento si imbocca la parte più ripida della pista,  l'Haneggschuss, un impressionante pendio in mezzo al bosco in cui si raggiunge la velocità più alta delle gare di Coppa del Mondo di sci alpino con oltre 140 km/h. Qui, il 19 gennaio 2013, Johan Clarey raggiunse in discesa la velocità più alta mai registrata: 161,9 km/h. Qui la velocità è così elevata che gli sci toccano il terreno solo ogni 10 metri. La compressione enorme ai piedi del pendio ripido deve essere gestita con particolare sensibilità.
Sul tratto pianeggiante del Seilersboden una lunga combinazione di curve sinistra-destra porta al Silberhornsprung (salto della corna d'argento) (1450 m s.l.m.). Il salto è stato progettato nel 2003 in modo tale che nell'angolo di ripresa delle trasmissioni televisive si possa vedere sullo sfondo il Silberhorn accanto ai corridori in volo. Sul pendio di atterraggio si trova una curva verso destra molto importante per portare velocità nel tratto successivo immerso nel bosco e caratterizzato da lunghe curve irregolari. Tra di loro si trova l'Österreicherloch (buco austriaco), una depressione del terreno che ha preso il nome nel 1954 dopo che qui caddero i tre austriaci Toni Sailer, Andreas Molterer e Walter Schuster. I dossi di allora sono stati rimossi per salvaguardare la sicurezza.
Una brusca svolta a sinistra con successivo dosso conduce all'ultimo punto chiave, la Ziel-S. A questo punto, tutte le altre discese di Coppa del Mondo sono finite da tempo. La combinazione destra-sinistra tecnicamente difficile e spesso ghiacciata e instabile, alla fine della lunga discesa, richiede molta forza da parte dei corridori e spesso decide l'esito della gara. Nel 1991 Gernot Reinstadler ebbe qui un incidente mortale. La Ziel-S porta dopo l'Hundschopf nello Zielschuss con una pendenza di 42 gradi, il tratto più ripido del percorso che termina sulla linea del traguardo.

## Albo d'oro
Di seguito sono riportati i risultati delle gare di rilevanza internazionale che si sono tenute sulla Lauberhorn, a partire dal 1967 le gare di discesa libera sono state annesse alla Coppa del Mondo.

### Discesa libera

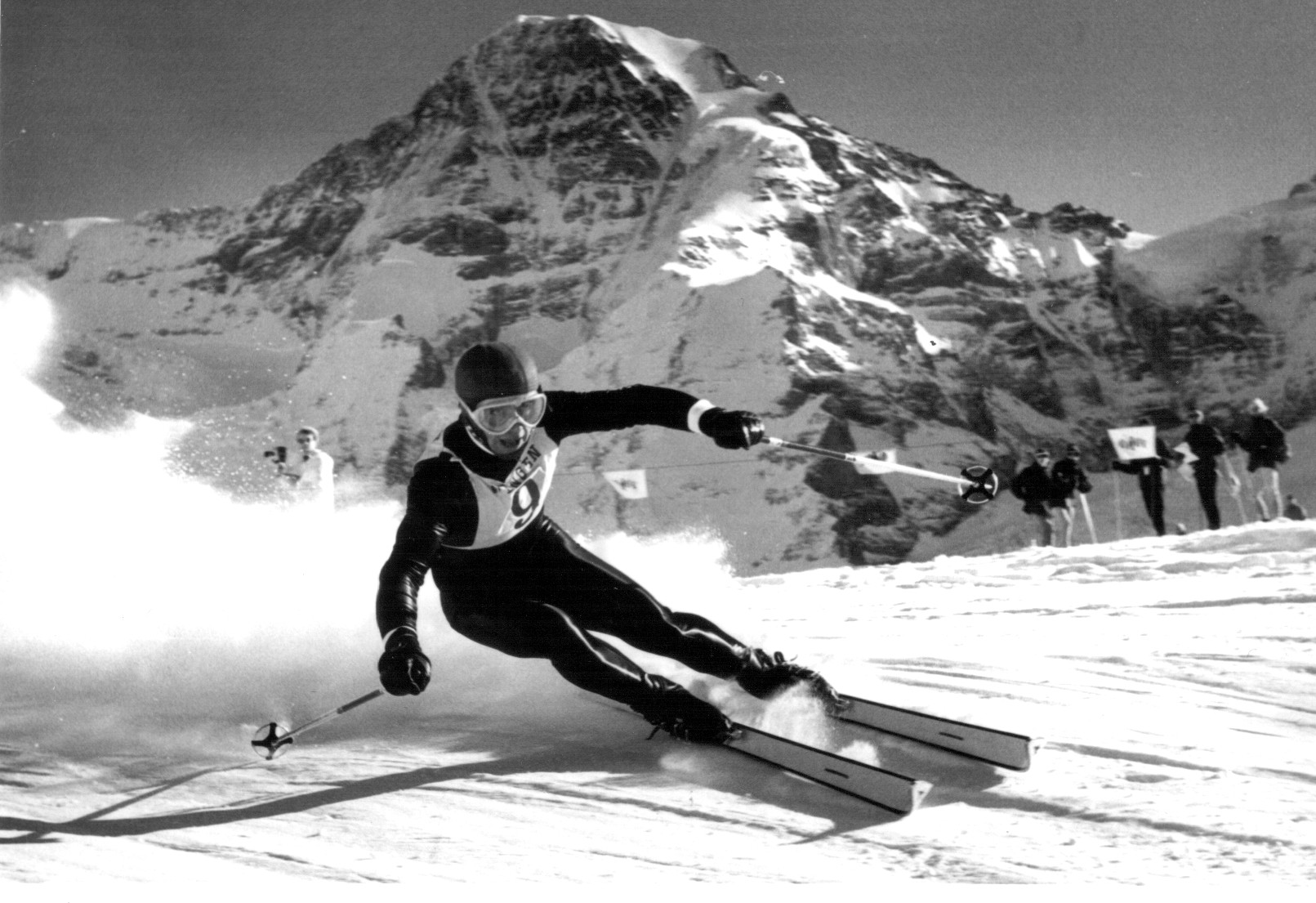
Karl Schranz sulla Lauberhorn nel 1966, con il Mönch alle spalle

| Anno                               | Primo                   | Secondo                | Terzo                   |
| ---------------------------------- | ----------------------- | ---------------------- | ----------------------- |
| 1930                               | Christian Rubi          | L. F. W. Jackson       | Bill Bracken            |
| 1931                               | Fritz Steuri            | H. R. D. Waghorn       | Willy Steuri            |
| 1932                               | Fritz Steuri            | Willy Steuri           | Gody Michel             |
| 1934                               | Adolf Rubi              | Arnold Glatthard       | Ernst von Allmen        |
| 1935                               | Richard Werle           | Willy Steuri           | Karl Graf               |
| 1936                               | Hans Schlunegger        | Émile Allais           | Wilhelm Walch           |
| 1937                               | Heinz von Allmen        | Wilhelm Walch          | Franz Zingerle          |
| 1938                               | Heinz von Allmen        | Rudolf Cranz           | Wilhelm Walch           |
| 1939                               | Karl Molitor            | Wilhelm Walch          | Josef Jennewein         |
| 1940                               | Karl Molitor            | Hans Gertsch           | Oskar Gertsch           |
| 1941                               | Rudolf Graf             | Otto von Allmen        | Hans Gertsch            |
| 1942                               | Karl Molitor            | Rudolf Graf            | Heinz von Allmen        |
| 1943                               | Karl Molitor            | Heinz von Allmen       | Marcel von Allmen       |
| 1944                               | Rudolf Graf             | Fred Rubi              | Hans Gertsch            |
| 1945                               | Karl Molitor            | Paul Valär             | Otto von Allmen         |
| 1946                               | Jean Blanc              | Karl Molitor           | Otto von Allmen         |
| 1947                               | Karl Molitor            | Edy Rominger           | Jean Blanc              |
| 1948                               | Zeno Colò               | Ralph Olinger          | Karl Molitor            |
| 1949                               | Rudolf Graf             | Ralph Olinger          | Luc de Bigontina        |
| 1950                               | Fred Rubi               | Bernhard Perren        | Rudolf Graf             |
| 1951                               | Othmar Schneider        | Otto Linher            | Zeno Colò               |
| 1952                               | Othmar Schneider        | Maurice Sanglard       | Otto Linher             |
| 1953                               | Andreas Molterer        | Bernhard Perren        | Martin Strolz           |
| 1954                               | Christian Pravda        | Martin Strolz          | Martin Julen            |
| 1955                               | Toni Sailer             | Andreas Molterer       | Ernst Oberaigner        |
| 1956                               | Toni Sailer             | Josef Rieder           | Othmar Schneider        |
| 1957                               | Toni Sailer             | Roger Staub            | Egon Zimmermann I       |
| 1958                               | Toni Sailer             | Wallace Werner         | Willi Forrer            |
| 1959                               | Karl Schranz            | Andreas Molterer       | Roger Staub             |
| 1960                               | Wilhelm Bogner          | Josef Stiegler         | Egon Zimmermann II      |
| 1961                               | Guy Périllat            | Gerhard Nenning        | Karl Schranz            |
| 1963                               | Karl Schranz            | Émile Viollat          | Hugo Nindl              |
| 1965                               | Stefan Sodat            | Werner Bleiner         | Karl Schranz            |
| 1966                               | Karl Schranz            | Josef Minsch           | Edmund Bruggmann        |
| Coppa del Mondo di sci alpino 1967 | Jean-Claude Killy       | Léo Lacroix            | Jean-Daniel Dätwyler    |
| Coppa del Mondo di sci alpino 1968 | Gerhard Nenning         | Karl Schranz           | Edmund Bruggmann        |
| Coppa del Mondo di sci alpino 1969 | Karl Schranz            | Heinrich Messner       | Karl Cordin             |
| Coppa del Mondo di sci alpino 1970 | Henri Duvillard         | Karl Cordin            | Heinrich Messner        |
| Coppa del Mondo di sci alpino 1974 | Roland Collombin        | Franz Klammer          | Herbert Plank           |
| Coppa del Mondo di sci alpino 1975 | Franz Klammer           | Herbert Plank          | Erik Håker              |
| Coppa del Mondo di sci alpino 1976 | Herbert Plank           | Franz Klammer          | Bernhard Russi          |
| Coppa del Mondo di sci alpino 1976 | Franz Klammer           | Philippe Roux          | Jim Hunter              |
| Coppa del Mondo di sci alpino 1977 | Franz Klammer           | Sepp Ferstl            | Bernhard Russi          |
| Coppa del Mondo di sci alpino 1980 | Ken Read                | Josef Walcher          | Peter Wirnsberger       |
| Coppa del Mondo di sci alpino 1980 | Peter Müller            | Ken Read               | Steve Podborski         |
| Coppa del Mondo di sci alpino 1981 | Toni Bürgler            | Harti Weirather        | Steve Podborski         |
| Coppa del Mondo di sci alpino 1982 | Harti Weirather         | Erwin Resch            | Peter Wirnsberger       |
| Coppa del Mondo di sci alpino 1984 | Bill Johnson            | Anton Steiner          | Erwin Resch             |
| Coppa del Mondo di sci alpino 1985 | Helmut Höflehner        | Franz Heinzer          | Peter Wirnsberger       |
| Coppa del Mondo di sci alpino 1985 | Peter Wirnsberger       | Peter Lüscher          | Peter Müller            |
| Coppa del Mondo di sci alpino 1987 | Markus Wasmeier         | Karl Alpiger           | Franz Heinzer           |
| Coppa del Mondo di sci alpino 1989 | Marc Girardelli         | Markus Wasmeier        | Daniel Mahrer           |
| Coppa del Mondo di sci alpino 1989 | Marc Girardelli         | Pirmin Zurbriggen      | Daniel Mahrer           |
| Coppa del Mondo di sci alpino 1991 | Daniel Mahrer           | Atle Skårdal           | Franz Heinzer           |
| Coppa del Mondo di sci alpino 1992 | Franz Heinzer           | Markus Wasmeier        | Helmut Höflehner        |
| Coppa del Mondo di sci alpino 1994 | William Besse           | Peter Runggaldier      | Marc Girardelli         |
| Coppa del Mondo di sci alpino 1995 | Kristian Ghedina        | Peter Rzehak           | Hannes Trinkl           |
| Coppa del Mondo di sci alpino 1995 | Kyle Rasmussen          | Werner Franz           | Armin Assinger          |
| Coppa del Mondo di sci alpino 1997 | Kristian Ghedina        | Luc Alphand            | Fritz Strobl            |
| Coppa del Mondo di sci alpino 1998 | Hermann Maier           | Nicolas Burtin         | Andreas Schifferer      |
| Coppa del Mondo di sci alpino 1998 | Andreas Schifferer      | Jean-Luc Crétier       | Hermann Maier           |
| Coppa del Mondo di sci alpino 1999 | Lasse Kjus              | Hannes Trinkl          | Hans Knauß              |
| Coppa del Mondo di sci alpino 2000 | Josef Strobl            | Hermann Maier          | Ed Podivinsky           |
| Coppa del Mondo di sci alpino 2002 | Stephan Eberharter      | Hannes Trinkl          | Josef Strobl            |
| Coppa del Mondo di sci alpino 2003 | Stephan Eberharter      | Daron Rahlves          | Bruno Kernen            |
| Coppa del Mondo di sci alpino 2003 | Bruno Kernen            | Michael Walchhofer     | Stephan Eberharter      |
| Coppa del Mondo di sci alpino 2005 | Michael Walchhofer      | Christoph Gruber       | Bode Miller             |
| Coppa del Mondo di sci alpino 2006 | Daron Rahlves           | Michael Walchhofer     | Fritz Strobl            |
| Coppa del Mondo di sci alpino 2007 | Bode Miller             | Didier Cuche           | Peter Fill              |
| Coppa del Mondo di sci alpino 2008 | Bode Miller             | Didier Cuche           | Manuel Osborne-Paradis  |
| Coppa del Mondo di sci alpino 2009 | Didier Défago           | Bode Miller            | Marco Sullivan          |
| Coppa del Mondo di sci alpino 2010 | Carlo Janka             | Manuel Osborne-Paradis | Marco Büchel            |
| Coppa del Mondo di sci alpino 2011 | Klaus Kröll             | Didier Cuche           | Carlo Janka             |
| Coppa del Mondo di sci alpino 2012 | Beat Feuz               | Hannes Reichelt        | Christof Innerhofer     |
| Coppa del Mondo di sci alpino 2013 | Christof Innerhofer     | Klaus Kröll            | Hannes Reichelt         |
| Coppa del Mondo di sci alpino 2014 | Patrick Küng            | Hannes Reichelt        | Aksel Lund Svindal      |
| Coppa del Mondo di sci alpino 2015 | Hannes Reichelt         | Beat Feuz              | Carlo Janka             |
| Coppa del Mondo di sci alpino 2016 | Aksel Lund Svindal      | Hannes Reichelt        | Klaus Kröll             |
| Coppa del Mondo di sci alpino 2018 | Beat Feuz               | Aksel Lund Svindal     | Matthias Mayer          |
| Coppa del Mondo di sci alpino 2019 | Vincent Kriechmayr      | Beat Feuz              | Aleksander Aamodt Kilde |
| Coppa del Mondo di sci alpino 2020 | Beat Feuz               | Dominik Paris          | Thomas Dreßen           |
| Coppa del Mondo di sci alpino 2022 | Aleksander Aamodt Kilde | Marco Odermatt         | Beat Feuz               |
| Coppa del Mondo di sci alpino 2022 | Vincent Kriechmayr      | Beat Feuz              | Dominik Paris           |
| Coppa del Mondo di sci alpino 2023 | Aleksander Aamodt Kilde | Marco Odermatt         | Mattia Casse            |
| Coppa del Mondo di sci alpino 2024 | Marco Odermatt          | Cyprien Sarrazin       | Aleksander Aamodt Kilde |
| Coppa del Mondo di sci alpino 2024 | Marco Odermatt          | Cyprien Sarrazin       | Dominik Paris           |
| Coppa del Mondo di sci alpino 2025 | Marco Odermatt          | Franjo von Allmen      | Miha Hrobat             |

### Supergigante
| Anno                               | Primo                   | Secondo                 | Terzo                   |
| ---------------------------------- | ----------------------- | ----------------------- | ----------------------- |
| Coppa del Mondo di sci alpino 2022 | Marco Odermatt          | Aleksander Aamodt Kilde | Matthias Mayer          |
| Coppa del Mondo di sci alpino 2023 | Aleksander Aamodt Kilde | Stefan Rogentin         | Marco Odermatt          |
| Coppa del Mondo di sci alpino 2024 | Cyprien Sarrazin        | Marco Odermatt          | Aleksander Aamodt Kilde |
| Coppa del Mondo di sci alpino 2025 | Franjo von Allmen       | Vincent Kriechmayr      | Stefan Rogentin         |